# Angolas damlandslag i volleyboll
Angolas damlandslag i volleyboll  representerar Angola i volleyboll på damsidan. Laget organiseras av Federação Angolana de Voleibol. Det har deltagit i afrikanska mästerskapet två gånger. De blev fyra 1995, medan de tog brons 1997. Landslaget åkte ut i gruppspelet vid afrikanska spelen (1999).